# Igam Ogam
Igam Ogam is een stop-motion-serie geproduceerd door Calon uit Wales die in Nederland door Zappelin (AVROTROS) werd uitgezonden. De serie startte in Nederland in 2010 en begon in april 2014 aan een tweede seizoen.

## Verhaal
"Igam Ogam" is een koppige grotbewoner die leeft op de planeet Op-zijn-kopie, een planeet waar de tijd lijkt te hebben stilgestaan. Er is een prehistorische sfeer. Samen met haar vrienden Roly, Fladder en Puppy beleeft ze grappige avonturen. De aap (dryopithecine / chimpansee) Roly is haar beste vriend, Fladder haar beste vriendin. Puppy is een Likkosaurus die kan worden gezien als Igams-hondachtige dinosaurus (roofvogel). In haar mini-huis in Oermaf heeft Igam Ogam ook een levende sabeltandtijger-deken (Smilovod) die zich altijd ontoereikend voelt. Iets wat begrijpelijk is, omdat Smilovod vaak door Igam Ogam als een lap wordt behandeld. Ze sleept hem bijna elke aflevering de trap af, bedriegt hem regelmatig en laat hem vaak alleen.
En dan zijn er Friebel Wiebel en Papasaurus. Friebel Wiebel is de oranje rups die op de planeet Op-zijn-kopie rondkruipt. Igam Ogam gebruikte het onder andere als schoonmaakdoek en borstel. Papasaurus is een soort vaderfiguur voor Igam. Hij moet haar elke keer corrigeren. Hoewel Igam Ogam dit niet altijd leuk vindt, gehoorzaamt ze hem uiteindelijk wel. Haar gedrag is in dat opzicht zeer herkenbaar. 
Elk verhaal wordt aan elkaar gesproken door een verteller die ook actief betrokken is bij de personages.

## Afleveringen
(Seizoen 1)
1. Die wil ik!
2. Echt grappig!
3. Waar is mijn Puppy?
4. Ik ben Igam Ogam niet!
5. Ik wil 'm terug!
6. Oeps! Het is stuk!
7. Boe!
8. Luister naar me!
9. In bad!
10. Ik stuiter!
11. Het is op!
12. Ik ben de beste!
13. Nog eens!
14. Ik wil groter zijn!
15. Gezondheid!
16. Sneller!
17. Vangen!
18. 't is mijn beurt!
19. Ik weet van niks!
20. Een, twee, drie!
21. Niet nu!
22. Te warm!
23. Sorry!
24. Regenwolkje, ga toch weg!
25. Tikkie!
26. Kietel, Kietel!

(seizoen 2)
1. Ik wil een verhaaltje!
2. Sttt!!
3. Ik ben er niet!
4. Kusje erop!
5. Je moet je wassen!
6. Wakker worden!
7. Wat is dat!
8. Waar is het nou?
9. Zing je mee?
10. Mag ik meedoen?
11. Ik kan niet slapen!
12. Brave Puppy!
13. Ben ik dat!
14. Ik hoef 'm niet!
15. Zelf doen!
16. Raad maar!
17. Afblijven!
18. Geen tijd voor!
19. Je ziet er goed uit!
20. Druk op 't knopje!
21. Ik kom al!
22. Gevonden!
23. Het is niet eerlijk!
24. Te laat!
25. Lach 'ns!
26. De hik!